# Castell de Castells
Castell de Castells (AFI: [kasˈteʎ ðe kasˈteʎs]) es un municipio de la Comunidad Valenciana, España. Se encuentra situado en el norte de la provincia de Alicante, en la comarca de la Marina Alta.Cuenta con una población de 444 habitantes (INE 2024).

## Geografía
Castell de Castells es el último pueblo de la Marina Alta. Eje central entre Alcoy, Denia y Benidorm, accediendo por los pueblos, colindantes a dicho eje, de Famorca, Benichembla y Tárbena, respectivamente.  Dentro del término se encuentran los despoblados de Aialt, Bitla y Petracos.

### Localidades limítrofes
Limita con los términos municipales de Beniardá, Benigembla, Benimantell, Bolulla, Famorca, Guadalest, Tárbena, Tollos, Vall de Ebo y Vall de Laguard.

## Historia
En el Pla de Petracos hay un yacimiento prehistórico que habla de la antigüedad del lugar; aun así, la población tiene su origen en el antiguo Castillo de Serrella, por lo que también es conocida como Castells de Serrella. Formaba parte de los dominios de Al-azraq hasta 1254 cuando Jaime I lo incorporó a la Corona de Aragón. En 1290 (1320 según otras fuentes) fue comprado por Bernardo de Sarriá y posteriormente pasó a la orden de Calatrava, la cual constituyó el Castell de Castells. Fue un lugar poblado por abundantes moriscos que ocupaban 170 casas en el momento de la expulsión. A dicha medida se opusieron por las armas y fueron derrotados, después de destruir la iglesia, en la Batalla del Pla de Petracos. La posterior repoblación se hizo con cristianos mallorquines.

## Geografía humana

### Demografía
Cuenta con una población de 444 habitantes (INE 2024).
| Gráfica de evolución demográfica de Castell de Castells entre 1842 y 2021                                             |
| |
| Población de derecho según los censos de población del INE. Población de hecho según los censos de población del INE. |

| 1900 | 1910 | 1920 | 1930 | 1940 | 1950 | 1960 | 1970 | 1981 | 1991 | 2000 | 2005 | 2007 | 2012 | 2019 |
| ---- | ---- | ---- | ---- | ---- | ---- | ---- | ---- | ---- | ---- | ---- | ---- | ---- | ---- | ---- |
| 1451 | 1174 | 1109 | 1186 | 1046 | 977  | 828  | 797  | 695  | 529  | 466  | 482  | 517  | 478  | 449  |

### Economía
La economía se basa en la agricultura de secano: almendra, oliva y algarrobas; aunque se encuentra en plena transformación tras la eclosión y auge del turismo rural y de interior. Se conserva la tradición del trabajo artesano de la palma, con la que se hacen cestas y bolsos de mano.

## Política
| Periodo   | Nombre                   | Partido   |
| --------- | ------------------------ | --------- |
| 1979-1983 | Juan Vaquer Vaquer       | UCD       |
| 1983-1987 | Juan Vaquer Vaquer       | AP        |
| 1987-1991 | Vicente Hernández García | PSPV-PSOE |
| 1991-1995 | Salvador Mas Alós        | PSPV-PSOE |
| 1995-1999 | María Rosa Pérez Gadea   | PP        |
| 1999-2003 | María Rosa Pérez Gadea   | PP        |
| 2003-2007 | María Rosa Pérez Gadea   | PP        |
| 2007-2011 | María Rosa Pérez Gadea   | PP        |
| 2011-2015 | María Rosa Pérez Gadea   | PP        |
| 2015-2019 | Vicente Tomàs Estalrich  | UPC       |
| 2019-2023 | Vicent Tomás Estalrich   | UPC       |
| 2023-act. | Vicent Tomás Estalrich   | UPC       |

## Monumentos y lugares de interés
- Santuario de Pla de Petracos. El yacimiento con arte rupestre de Pla de Petracos se localiza a unos 500 metros sobre el nivel del mar, en la margen izquierda del Barranc de Malafí. Descubierto en 1980 por miembros del Centre d'estudis Contestans, está compuesto por ocho abrigos de los que cinco presentan motivos pintados perfectamente visibles. Declarado Patrimonio de la Humanidad.

- Iglesia Parroquial. Edificio de interés arquitectónico.

- El Castellet. Zona de acampada con una extensión de 20 000 m². Situada a 5 minutos de la piscina municipal, domina diversos paisajes, entre ellos los restos del castillo árabe situado sobre la Peña del Castellet, dando nombre a la misma. Existe una ruta de senderismo que, partiendo de la zona de acampada, nos lleva a las ruinas del castillo.

- Área recreativa en el Bancal Blanco.

## Fiestas
- San Vicente Ferrer. Se celebra el lunes siguiente al Lunes de Pascua.
- Semana Cultural  26 de julio

- Fiestas Patronales. Se celebran en honor de la patrona Santa Ana del 26 de julio y la Asunción de la Virgen a partir del 15 de agosto. Destacan sus procesiones, desfiles de moros y cristianos, verbenas y las populares carreras de gallos.